# Supersträngteori
Supersträngteori är ett samlingsnamn för de teorier inom strängteorin som kräver supersymmetri (därav prefixet ”super”), till skillnad från den bosoniska strängteorin. De realistiska strängteorimodellerna, som både beskriver bosoner och fermioner och som dessutom inte innehåller tachyoner kräver supersymmetri i större eller mindre utsträckning.  Det finns dock inte en enda supersträngteori, utan fem stycken med olika egenskaper. Edward Witten förenade dessa på 1990-talet i den s.k. M-teorin. 

## Första supersträngrevolutionen
Händelserna mellan 1984 och 1986 inom strängteorin kallas för den första supersträngrevolutionen
Det var under denna tid som man upptäckte att alla partiklar och hur de växelverkar med varandra kunde beskrivas med hjälp av strängteorin.
Hundratals fysiker började forska inom strängteorin efter denna upptäckt eftersom det såg ut att vara den teori som kunde ena fysiken till en enda grundidé.
Revolutionen började med att Schwarz och Green publicerade en artikel som visade att den kirala teorin kan formuleras i tio dimensioner. Många andra markbrytande upptäckter gjordes under denna tid då över tusen artiklar skrevs inom området. Bland annat den heterotiska strängen 1985 och vidare att för att upprätthålla supersymmetri så måste de extra dimensionerna kompaktifieras och detta kallar vi Calabi-Yau-mångfald.

## Strängteori typ I
Strängteori typ I är en av de fem supersymmetriska strängteorierna i 10 dimensioner. Utöver slutna strängar, som man oftast talar om inom strängteori, innehåller den dessutom strängar med fria ändar, s.k. öppna strängar. Den skiljer sig även från de övriga supersträngteorierna genom att strängarnas orientering i rummet inte spelar någon roll på dess egenskaper. Liknar strängteori typ IIB, bortsett från att öppna strängar inte är tillåtna i den sistnämnda.
På 1990-talet kopplade man samman strängteori typ I med heterotisk-O-teori genom S-dualitet.

## Strängteori typ II
Strängteori typ II innefattar två olika strängteorier, typ IIA och typ IIB, och utgör två av de fem supersymmetriska strängteorierna i 10 dimensioner. Båda teorierna bygger på slutna strängar. 

### Typ IIA
I strängteori typ IIA skiljer sig strängar med vibrationer medurs/moturs bl.a. genom att deras partiklar får spinn i båda riktningar och är därför en icke-kiral teori. På slutet av 1980-talet kopplades strängteori typ IIA ihop med strängteori typ IIB genom T-dualitet.

### Typ IIB
Strängar i strängteori typ IIB med vibrationer medurs/moturs är identiska och ger båda upphov till partiklar med spinn i samma riktning. Strängteori typ IIB är således en kiral teori, till skillnad från strängteori typ IIA.
På 1990-talet fann man att strängteori typ IIB kan kopplas ihop med sig själv genom S-dualitet. Detta innebär att storleken på den grundläggande kraftstyrkan som växelverkar mellan strängar är godtycklig i denna teori. 
På slutet av 1980-talet kopplades strängteori typ IIB ihop med strängteori typ IIA genom T-dualitet.

## De heterotiska strängteorierna
Den heterotiska strängteorin innefattar två olika strängteorier, heterotisk O(32) (förkortat heterotisk-O eller HO) och heterotisk E8×E8 (förkortat heterotisk-E eller HE), som utgör två av de fem supersymmetriska strängteorierna i 10 dimensioner. Samtliga heterotiska strängar är slutna. De heterotiska strängarna är en blandning av den bosoniska strängen och supersträngen (namnet kommer från heteros som ungefär betyder hybrid). 
De två heterotiska teoriernas strängvibrationer medurs liknar de hos en typ II-sträng, medan strängvibrationer moturs liknar de hos bosonsträngen. Detta är en underlig förening eftersom bosonsträngen kräver en 26-dimensionell rumtid medan supersträngen kräver en 10-dimensionell. 
David Gross, Jeffrey Harvey, Emil Martinec och Ryan Rohm, samtliga då vid Princeton University, visade 1985 att det är möjligt att konstruera en sådan här teori genom att rulla ihop de extra 16 dimensionerna så hårt (genom s.k. kompaktifiering) så att de i verkligheten uppför sig som om de hade 10 dimensioner. Denna kompaktifiering går att genomföra på två möjliga sätt, utan att det medför matematiska anomalier, vilket följaktligen leder till två olika typer av heterotiska strängteorier, heterotisk-O- (med gruppsymmetri SO(32)) och heterotisk-E-teori (med gruppsymmetri E8×E8).
På 1990-talet kopplades heterotisk-O-teori ihop med strängteori typ I genom S-dualitet.

## Sammanfattning
Samtliga supersträngteorier beskriver supersymmetri mellan krafter och materia och saknar den problematiska tachyonen som finns i den bosoniska strängteorin. Skillnaderna mellan de olika supersträngteorierna sammanfattas kortfattat i tabellen nedan:
| Supersymmetriska strängteorier | Supersymmetriska strängteorier | Supersymmetriska strängteorier |
| Typ                            | Antal rumtidsdimensioner       | Beskrivning |
| ------------------------------ | ------------------------------ | --- |
| I                              | 10                             | Både öppna och slutna strängar, gruppsymmetrin är SO(32)                                                                            |
| IIA                            | 10                             | Endast slutna strängar, masslösa fermioner har spinn i båda riktningar (icke-kiral)                                                 |
| IIB                            | 10                             | Endast slutna strängar, masslösa fermioner har spinn i samma riktning (kiral)                                                       |
| HO                             | 10                             | Endast slutna strängar, heterotisk, vilket innebär att strängar med vibrationer medurs/moturs skiljer sig, gruppsymmetrin är SO(32) |
| HE                             | 10                             | Endast slutna strängar, heterotisk, vilket innebär att strängar med vibrationer medurs/moturs skiljer sig, gruppsymmetrin är E8×E8  |